# Getto del peso
Il getto del peso (detto anche impropriamente lancio del peso perché considerato all'interno delle discipline dei lanci) è una specialità sia maschile che femminile dell'atletica leggera, in cui l'atleta cerca di scagliare il più lontano possibile una sfera metallica (il peso).
Le regole sono simili a quelle delle altre prove di lancio: i concorrenti hanno a disposizione tre lanci e vengono valutati in base al loro miglior lancio valido. Vince chi ha effettuato il lancio valido più lungo.

## Caratteristiche

### La pedana
La pedana, secondo il regolamento della World Athletics, "è costituita da una lamiera di ferro, acciaio o altro materiale adatto, la cui parte superiore deve essere a livello con il terreno circostante. La parte interna della pedana può essere costruita in calcestruzzo, asfalto o in qualsiasi altro materiale solido e non scivoloso. La superficie di questa parte interna deve essere livellata e posta a 14÷16 mm al di sotto del bordo superiore del cerchio della pedana.
Per quanto riguarda le dimensioni, "il diametro interno della pedana deve misurare 2,135 m (+/- 5 mm). Il cerchio metallico della pedana deve avere uno spessore di almeno 6 mm e deve essere dipinto di bianco". "Dal bordo superiore del cerchio metallico deve essere tracciata una linea bianca e larga 5 cm da ciascun lato all'esterno della pedana per una lunghezza di almeno 75 cm.
Essa può essere dipinta o costruita in legno o altro materiale adatto. Il margine posteriore della linea bianca forma il prolungamento di una linea, idealmente passante per il centro della pedana, tracciata ad angolo retto con la linea mediana del settore di lancio".

#### Fermapiedi
Sempre secondo il regolamento World Athletics, "il fermapiedi deve essere pitturato in bianco e costruito in legno o altro materiale adatto a forma di arco in modo che il margine interno coincida con il margine interno della pedana. Deve essere sistemato nel mezzo delle linee delimitanti il settore di caduta e deve essere costruito in modo da poter essere fissato solidamente al terreno".
Per quanto riguarda le dimensioni, "deve misurare da 11,2 cm a 30 cm di larghezza, da 1,21 m a 1,23 m di lunghezza all'interno e 10 cm (+/- 2 mm) di altezza in relazione al livello della parte interna della pedana".

#### Settore di caduta
"Il settore di caduta deve essere in cenere, prato o altro materiale sul quale il peso possa lasciare un'impronta".
"La tolleranza massima per l'inclinazione del terreno del settore di caduta in direzione del lancio è dell'1‰".
"Il settore di caduta deve essere marcato con linee bianche larghe 5 cm tracciate in modo che il margine interno di tali linee, se prolungate, passi per il centro della pedana".
Inoltre il settore deve avere un'apertura angolare di 34,92°.
Tutti questi sono articoli del regolamento World Athletics.

### Il peso
In riferimento al regolamento della World Athletics, "il peso può essere di ferro pieno, ottone o qualsiasi altro metallo non più tenero dell'ottone, oppure un involucro di uno di tali metalli riempito con piombo o altro materiale. Esso deve essere di forma sferica e la sua superficie non deve avere rugosità e la rifinitura deve essere liscia".
|                                                                                                  | Uomini              | Donne               |
| ------------------------------------------------------------------------------------------------ | ------------------- | ------------------- |
| Peso minimo per essere ammesso in competizione, per un primato e per l'accettazione di un record | 7,260 kg            | 4,000 kg            |
| Informazioni per il costruttore                                                                  | 7,265 kg ÷ 7,285 kg | 4,005 kg ÷ 4,025 kg |
| Diametro                                                                                         | 110 mm ÷ 130 mm     | 95 mm ÷ 110 mm      |

### Tecniche di lancio
Sono due le tecniche di lancio utilizzate dai pesisti. La prima, dal punto di vista cronologico, è la tecnica lineare con traslocazione introdotta dallo statunitense Parry O'Brien negli anni cinquanta, che si basa su uno spostamento rettilineo all'indietro.
La seconda è la tecnica rotatoria proposta dal russo Aleksandr Baryšnikov negli anni settanta, analoga a quella tradizionalmente usata nel lancio del disco. La maggior parte dei pesisti di alto livello ormai adotta la tecnica rotatoria, ma comunque la tecnica O'Brien è ancora molto diffusa. È utilizzata soprattutto dagli atleti dalla corporatura grossa, a differenza della tecnica O'Brien usata dagli atleti con fisici più slanciati.

## Il termine "getto"
Il termine "getto" definisce un gesto tecnico caratterizzato dal passaggio da una posizione breve dell'arto di lancio, ad una lunga. Ciò è esattamente quello che avviene nella proiezione del peso. Il lancio prevede invece il mantenimento dell'arto in posizione lunga, ovvero senza flessione del gomito come avviene appunto nel lancio del disco, del giavellotto e del martello.  

## Storia della disciplina
Il getto del peso deriva dalle gare di lancio delle pietre dell'antica Grecia. Nelle Olimpiadi moderne è presente sin dalla prima edizione come competizione solo maschile; la gara femminile fu introdotta ai Giochi di Londra 1948.

## Record

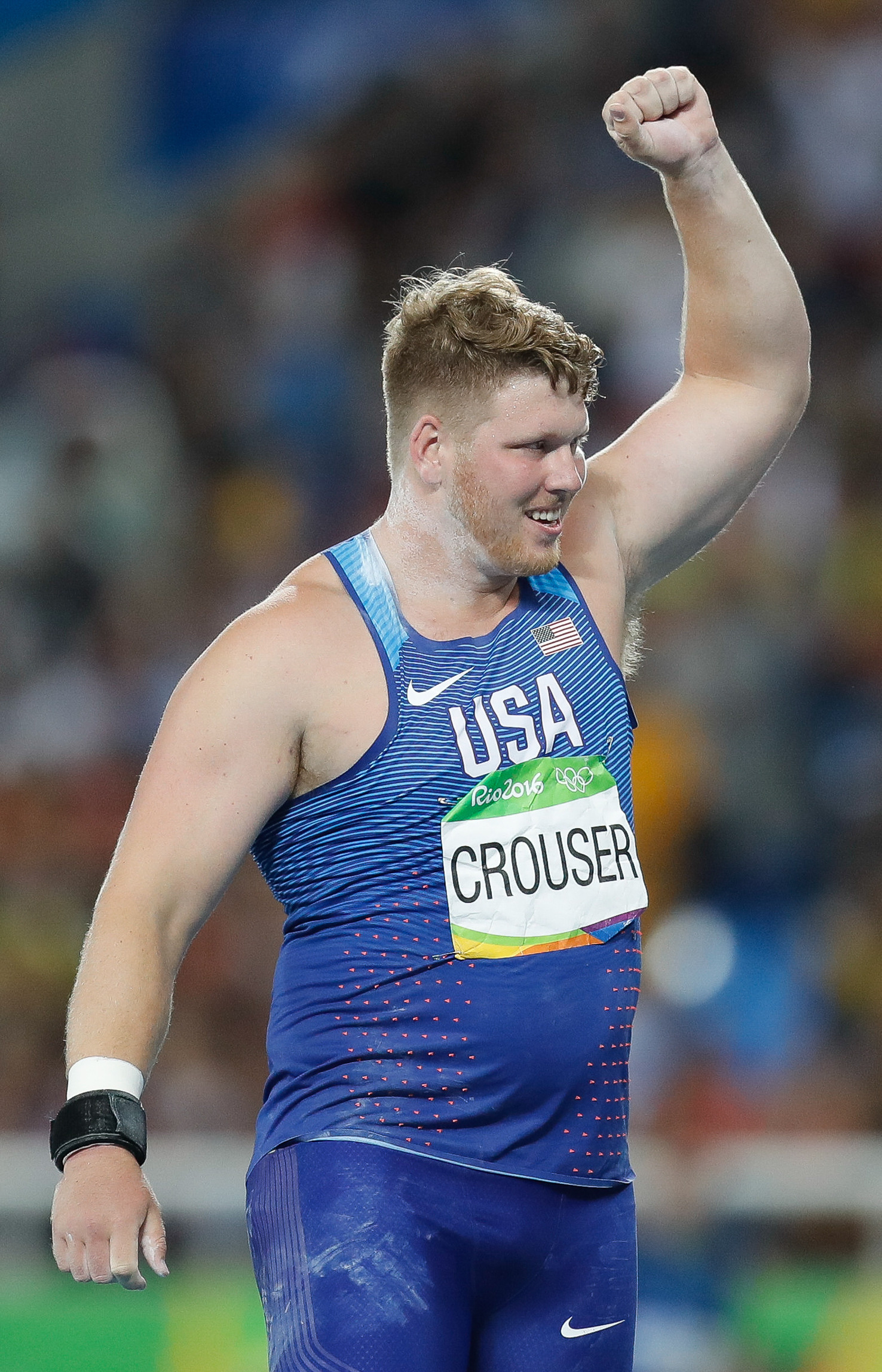
Ryan Crouser, primatista mondiale della specialità

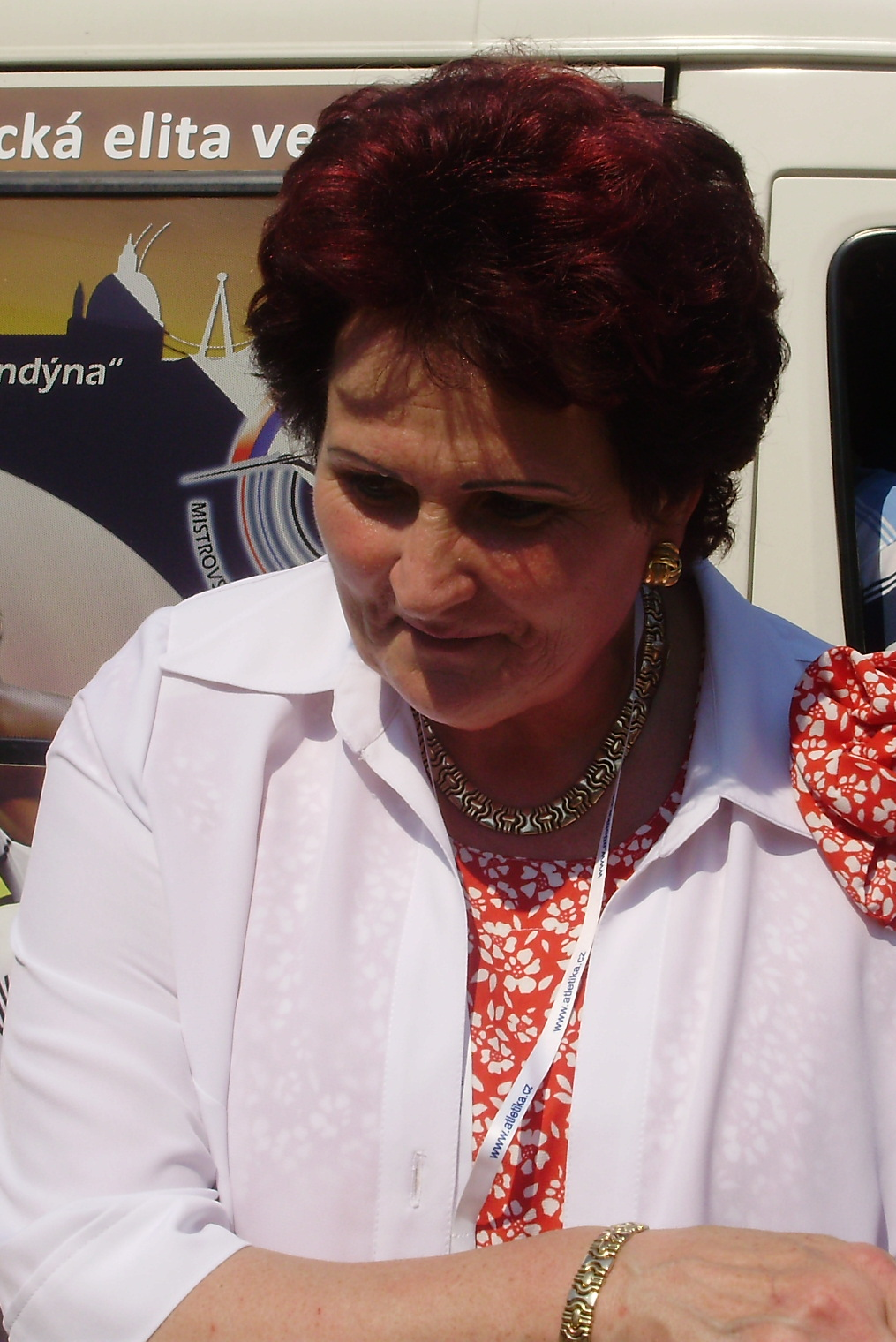
Helena Fibingerová, detentrice del record mondiale femminile indoor

Il record mondiale del getto del peso è di 23,56 m per gli uomini, stabilito dallo statunitense Ryan Crouser nel 2023 a Los Angeles, e di 22,63 m per le donne, stabilito dalla russa Natal'ja Lisovskaja nel 1987 a Mosca. A livello indoor i primati mondiali appartengono allo stesso Ryan Crouser, con la misura di 22,82 m ottenuta nel 2021 a Fayetteville, e alla cecoslovacca Helena Fibingerová, con 22,50 m realizzati a Jablonec nad Nisou nel 1977.

### Maschili
Statistiche aggiornate al 14 settembre 2024.
|                             | Misura  | Atleta          | Luogo       | Data              |
| --------------------------- | ------- | --------------- | ----------- | ----------------- |
| Record mondiale             | 23,56 m | Ryan Crouser    | Los Angeles | 27 maggio 2023    |
| Record olimpico             | 23,30 m | Ryan Crouser    | Tokyo       | 5 agosto 2021     |
| Record africano             | 21,97 m | Janus Robberts  | Eugene      | 2 giugno 2001     |
| Record asiatico             | 21,80 m | Mohamed Tolo    | Madrid      | 21 giugno 2024    |
| Record europeo              | 23,06 m | Ulf Timmermann  | La Canea    | 22 maggio 1988    |
| Record nord-centroamericano | 23,56 m | Ryan Crouser    | Los Angeles | 27 maggio 2023    |
| Record oceaniano            | 22,90 m | Tomas Walsh     | Doha        | 5 ottobre 2019    |
| Record sudamericano         | 22,61 m | Darlan Romani   | Palo Alto   | 30 giugno 2019    |
| Record nazionale            | 22,98 m | Leonardo Fabbri | Bruxelles   | 14 settembre 2024 |

### Femminili
Statistiche aggiornate al 5 marzo 2021.
|                             | Misura  | Atleta              | Luogo             | Data           |
| --------------------------- | ------- | ------------------- | ----------------- | -------------- |
| Record mondiale             | 22,63 m | Natal'ja Lisovskaja | Mosca             | 7 giugno 1987  |
| Record olimpico             | 22,41 m | Ilona Slupianek     | Mosca             | 24 luglio 1980 |
| Record africano             | 18,43 m | Vivian Chukwuemeka  | Walnut            | 19 aprile 2003 |
| Record asiatico             | 21,76 m | Li Meisu            | Shijiazhuang      | 23 aprile 1988 |
| Record europeo              | 22,63 m | Natal'ja Lisovskaja | Mosca             | 7 giugno 1987  |
| Record nord-centroamericano | 20,96 m | Belsy Laza          | Città del Messico | 2 maggio 1992  |
| Record oceaniano            | 21,24 m | Valerie Adams       | Taegu             | 29 agosto 2011 |
| Record sudamericano         | 19,30 m | Elisângela Adriano  | Tunja             | 14 luglio 2001 |
| Record nazionale            | 19,15 m | Chiara Rosa         | Milano            | 24 giugno 2007 |
| Record nazionale            | 19,15 m | Chiara Rosa         | Berlino           | 14 giugno 2009 |

### Maschili indoor
Statistiche aggiornate al 11 febbraio 2024.
|                             | Misura  | Atleta              | Luogo        | Data             |
| --------------------------- | ------- | ------------------- | ------------ | ---------------- |
| Record mondiale             | 22,82 m | Ryan Crouser        | Fayetteville | 24 gennaio 2021  |
| Record africano             | 21,47 m | Janus Robberts      | Norman       | 1º dicembre 2001 |
| Record asiatico             | 21,10 m | Abdelrahman Mahmoud | Homel'       | 29 gennaio 2021  |
| Record europeo              | 22,55 m | Ulf Timmermann      | Senftenberg  | 11 febbraio 1989 |
| Record nord-centroamericano | 23,38 m | Ryan Crouser        | Pocatello    | 18 febbraio 2023 |
| Record oceaniano            | 22,31 m | Tomas Walsh         | Birmingham   | 3 marzo 2018     |
| Record oceaniano            | 22,31 m | Tomas Walsh         | Belgrado     | 19 marzo 2022    |
| Record sudamericano         | 22,53 m | Darlan Romani       | Belgrado     | 19 marzo 2022    |
| Record nazionale            | 22,37 m | Leonardo Fabbri     | Liévin       | 10 febbraio 2024 |

### Femminili indoor
Statistiche aggiornate al 18 marzo 2022.
|                             | Misura  | Atleta             | Luogo              | Data             |
| --------------------------- | ------- | ------------------ | ------------------ | ---------------- |
| Record mondiale             | 22,50 m | Helena Fibingerová | Jablonec nad Nisou | 19 febbraio 1977 |
| Record africano             | 18,13 m | Vivian Chukwuemeka | Flagstaff          | 4 febbraio 2006  |
| Record africano             | 18,13 m | Jessica Inchude    | Braga              | 13 febbraio 2021 |
| Record asiatico             | 21,10 m | Sui Xinmei         | Pechino            | 3 marzo 1990     |
| Record europeo              | 22,50 m | Helena Fibingerová | Jablonec nad Nisou | 19 febbraio 1977 |
| Record nord-centroamericano | 20,21 m | Michelle Carter    | Portland           | 19 marzo 2016    |
| Record nord-centroamericano | 20,21 m | Chase Ealey        | Belgrado           | 18 marzo 2022    |
| Record oceaniano            | 20,98 m | Valerie Adams      | Zurigo             | 28 agosto 2013   |
| Record sudamericano         | 18,33 m | Elisângela Adriano | Il Pireo           | 24 febbraio 1999 |
| Record nazionale            | 19,20 m | Assunta Legnante   | Genova             | 16 febbraio 2002 |

Legenda:
: record mondiale
: record olimpico
: record africano
: record asiatico
: record europeo
: record nord-centroamericano e caraibico
: record oceaniano
: record sudamericano
: record italiano

## Migliori atleti

### Maschili outdoor
Statistiche aggiornate al 14 settembre 2024.
|     | Misura  | Atleta            | Luogo       | Data              |
| --- | ------- | ----------------- | ----------- | ----------------- |
| 1.  | 23,56 m | Ryan Crouser      | Los Angeles | 27 maggio 2023    |
| 2.  | 23,23 m | Joe Kovacs        | Zurigo      | 7 settembre 2022  |
| 3.  | 23,12 m | Randy Barnes      | Westwood    | 20 maggio 1990    |
| 4.  | 23,06 m | Ulf Timmermann    | La Canea    | 22 maggio 1988    |
| 5.  | 22,98 m | Leonardo Fabbri   | Bruxelles   | 14 settembre 2024 |
| 6.  | 22,91 m | Alessandro Andrei | Viareggio   | 12 agosto 1987    |
| 7.  | 22,90 m | Tomas Walsh       | Doha        | 5 ottobre 2019    |
| 8.  | 22,86 m | Brian Oldfield    | El Paso     | 10 maggio 1975    |
| 9.  | 22,75 m | Werner Günthör    | Berna       | 23 agosto 1988    |
| 10. | 22,67 m | Kevin Toth        | Lawrence    | 19 aprile 2003    |

### Femminili outdoor
Statistiche aggiornate al 5 marzo 2021.
|     | Misura  | Atleta              | Luogo        | Data           |
| --- | ------- | ------------------- | ------------ | -------------- |
| 1.  | 22,63 m | Natal'ja Lisovskaja | Mosca        | 7 giugno 1987  |
| 2.  | 22,45 m | Ilona Slupianek     | Potsdam      | 11 maggio 1980 |
| 3.  | 22,32 m | Helena Fibingerová  | Nitra        | 20 agosto 1977 |
| 4.  | 22,19 m | Claudia Losch       | Hainfeld     | 23 agosto 1987 |
| 5.  | 21,89 m | Ivanka Hristova     | Belmeken     | 4 luglio 1976  |
| 6.  | 21,86 m | Marianne Adam       | Lipsia       | 23 giugno 1979 |
| 7.  | 21,76 m | Li Meisu            | Shijiazhuang | 23 aprile 1988 |
| 8.  | 21,73 m | Natal'ja Achrimenko | Leselidze    | 21 maggio 1988 |
| 9.  | 21,69 m | Vita Pavlyš         | Budapest     | 20 agosto 1998 |
| 10. | 21,66 m | Sui Xinmei          | Pechino      | 9 giugno 1990  |

### Maschili indoor
Statistiche aggiornate al 11 febbraio 2024.
|     | Misura  | Atleta             | Luogo        | Data             |
| --- | ------- | ------------------ | ------------ | ---------------- |
| 1.  | 22,82 m | Ryan Crouser       | Fayetteville | 24 gennaio 2021  |
| 2.  | 22,66 m | Randy Barnes       | Los Angeles  | 20 gennaio 1989  |
| 3.  | 22,55 m | Ulf Timmermann     | Senftenberg  | 11 febbraio 1989 |
| 4.  | 22,53 m | Darlan Romani      | Belgrado     | 19 marzo 2022    |
| 5.  | 22,40 m | Adam Nelson        | Fayetteville | 15 febbraio 2008 |
| 6.  | 22,37 m | Leonardo Fabbri    | Lievin       | 10 febbraio 2024 |
| 6.  | 22,31 m | Tomas Walsh        | Birmingham   | 3 marzo 2018     |
| 8.  | 22,26 m | Werner Günthör     | Magglingen   | 8 febbraio 1987  |
| 9.  | 22,23 m | Ryan Whiting       | Albuquerque  | 23 febbraio 2014 |
| 10. | 22,18 m | Christian Cantwell | Warrensburg  | 22 febbraio 2008 |

### Femminili indoor
Statistiche aggiornate al 5 marzo 2021.
|     | Misura  | Atleta              | Luogo              | Data             |
| --- | ------- | ------------------- | ------------------ | ---------------- |
| 1.  | 22,50 m | Helena Fibingerová  | Jablonec nad Nisou | 19 febbraio 1977 |
| 2.  | 22,14 m | Natal'ja Lisovskaja | Penza              | 7 febbraio 1987  |
| 3.  | 21,60 m | Valentyna Fedjušyna | Sinferopoli        | 28 dicembre 1991 |
| 4.  | 21,59 m | Ilona Slupianek     | Berlino            | 24 gennaio 1979  |
| 5.  | 21,46 m | Claudia Losch       | Zweibrücken        | 4 febbraio 1986  |
| 6.  | 21,26 m | Ines Müller         | Berlino            | 24 febbraio 1985 |
| 6.  | 21,26 m | Natal'ja Achrimenko | Leningrado         | 24 gennaio 1987  |
| 8.  | 21,23 m | Margitta Pufe       | Senftenberg        | 26 febbraio 1978 |
| 9.  | 21,15 m | Irina Koržanenko    | Mosca              | 19 febbraio 1999 |
| 10. | 21,10 m | Sui Xinmei          | Pechino            | 3 marzo 1990     |